# Oset, Huskvarna

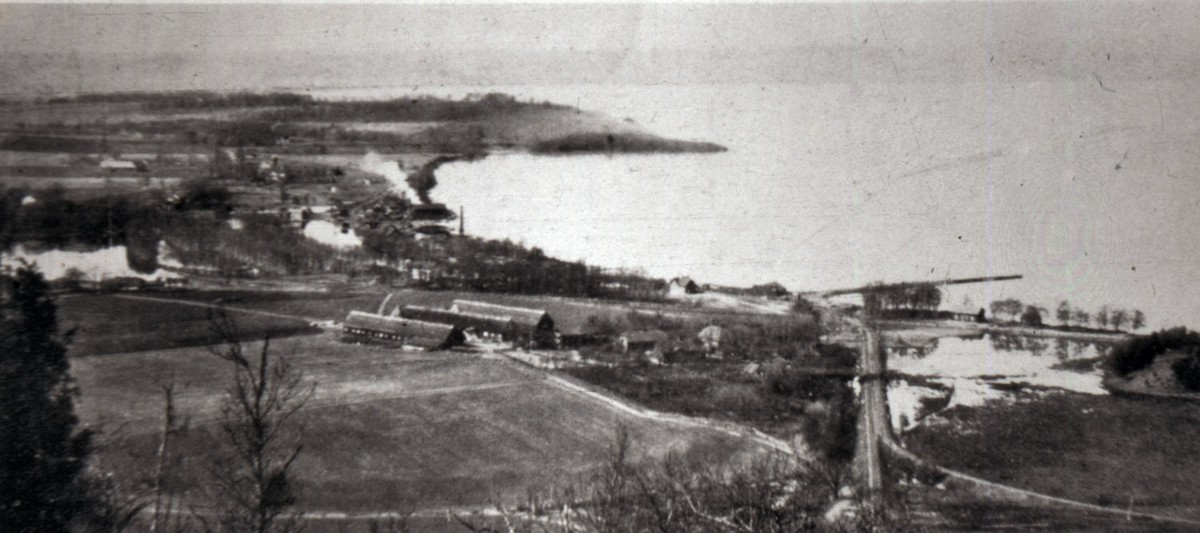
Oset ligger i mitten av bilden, till vänster och höger om Sanna tegelbruks fabriksskorsten. Längst till höger Rosendala brygga.

Oset är en sandrevel vid Huskvarnaåns mynning i Vättern i Vättersnäs (före 1913 Sanna) i Huskvarna. Västra delen är idag en strandpark med bland annat en kommunal badplats. Ordet "oset" betyder "åmynningen".
Den smalspåriga Jönköping–Gripenbergs Järnväg drogs 1894 över Oset, och Rosendala station och Rosendala brygga anlades strax öster om åmynningen. Efter nedläggningen av smalspårsjärnvägen 1935 byggdes järnvägen om till normalspår för Statens järnvägar för godstrafik till och från Husqvarna Vapenfabrik. Banvallen har senare byggts om till cykelväg.
På Oset har Huskvarna kanotklubb sitt klubbhus, som uppfördes 1964.

## Sanna tegelbruk
Huvudartikel: Sanna tegelbruk
På Oset låg Sanna tegelbruk, som var i drift mellan 1870 och 1952. Inga spår finns kvar av bruket. Tegelbruket låg utmed Jönköping-Gripenbergs Järnväg] och var en av järnvägens lastplatser.